# Ehrenplakette des Ministers für Hoch- und Fachschulwesen der DDR für „Verdienste um die Hoch- und Fachschulfortbildung“

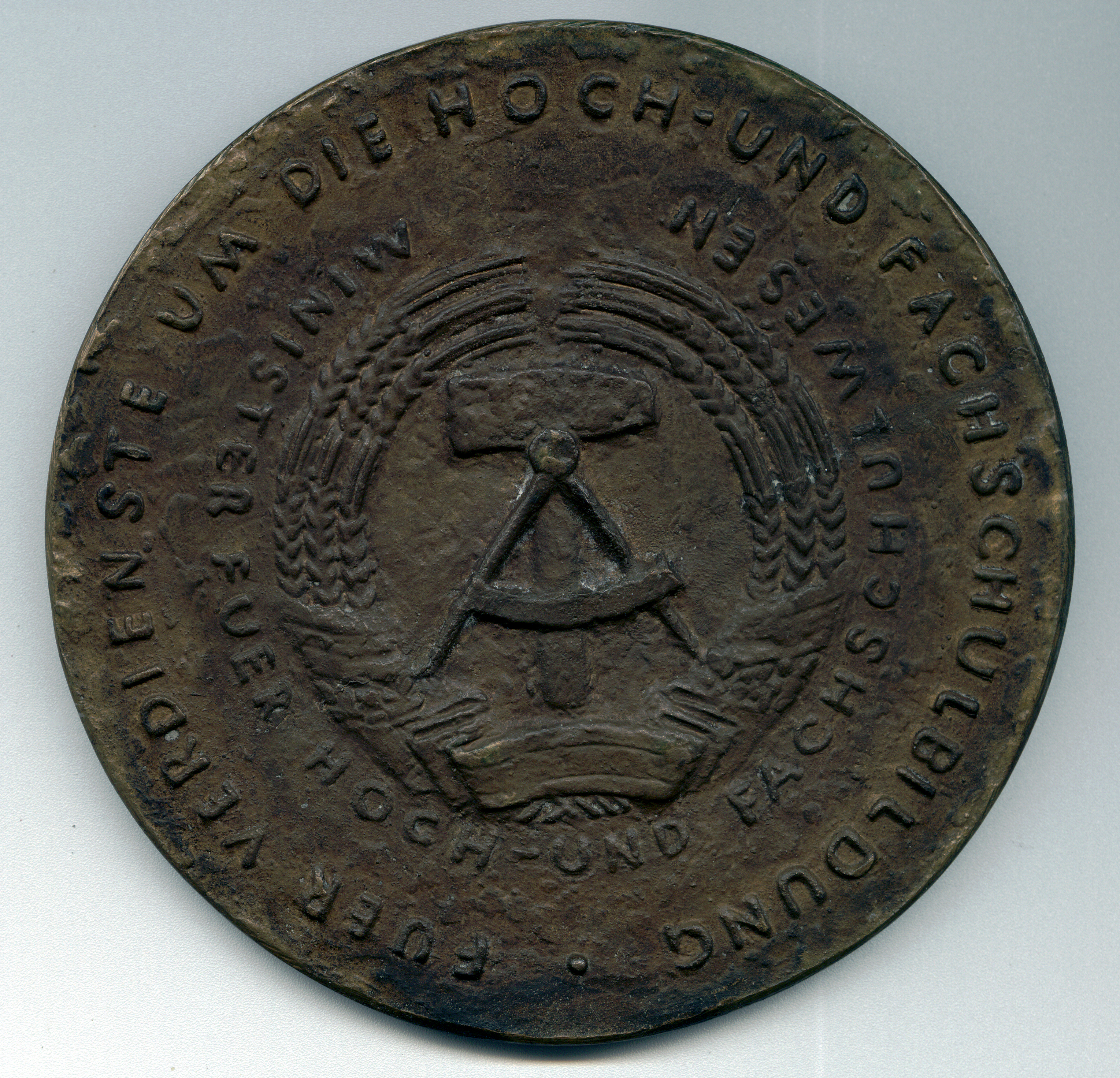
Medaille: Rückseite der Ehrenplakette des Ministers für Hoch- und Fachschulwesen der DDR für „Verdienste um die Hoch- und Fachschulfortbildung“

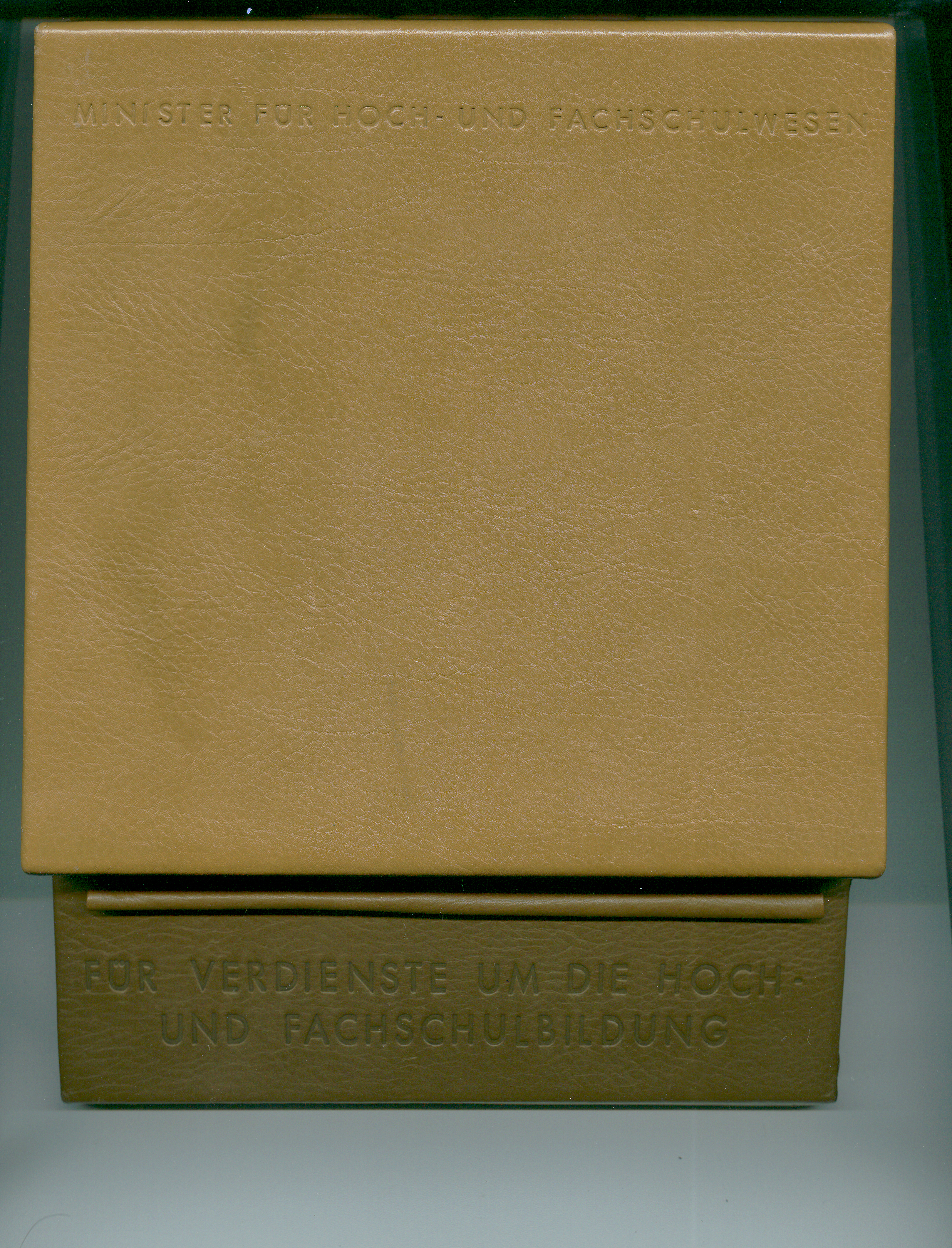
Zweifarbige Luxus-Leder-Box-Ehrenplakette des Ministers für Hoch- und Fachschulwesen der DDR für „Verdienste um die Hoch- und Fachschulfortbildung“

Die Ehrenplakette des Ministers für Hoch- und Fachschulwesen der DDR für „Verdienste um die Hoch- und Fachschulfortbildung“ war in der Deutschen Demokratischen Republik (DDR) eine im Fachbereich des Ministers für Hoch- und Fachschulwesen verliehene nichtstaatliche Auszeichnung.

## Beschreibung
Geregelt war diese in der Ordnung III-6-4 4225-76 Ag 127-1636-77-100 über die Verleihung der „Ehrenplakette“ des Ministers für Hoch- und Fachschulwesen „Für Verdienste um die Hoch- und Fachschulbildung“ und die Eintragung in das Ehrenbuch des Ministeriums für Hoch- und Fachschulwesen.
Diese Auszeichnung wurde an Persönlichkeiten verliehen, die sich um die sozialistische Entwicklung des Hoch- und Fachschulwesens der DDR besonders verdient gemacht hatten. Mit der Verleihung war die Eintragung in das Ehrenbuch des Ministeriums für Hoch- und Fachschulwesen verbunden. Die Verleihung der Plakette und die Eintragung in das Ehrenbuch wurde in der Zeitschrift „Das Hochschulwesen“ bzw. in der Zeitschrift „Die Fachschule“ veröffentlicht.

## Aussehen
Die Plakette ist rund und aus Bronze hergestellt. Sie hat einen Durchmesser von 12 cm. Auf der Vorderseite befindet sich das Porträt von Gerhard Harig mit der Umschrift „Prof. Dr. Gerhard Harig“. Auf der Rückseite befindet sich das Staatswappen mit der Umschrift „Für Verdienste um die Hoch- und Fachschulbildung“ „Minister für Hoch- und Fachschulwesen“. Die Ehrenplakette war nicht tragbar. Sie wurde in einer zweifarbigen Luxus-Lederbox überreicht. Auf der aufklappbaren Frontdeckelseite waren die Worte „MINISTER FÜR HOCH- und FACHSCHULWESEN“ und auf der Stirnseite die Worte „FÜR VERDIENSTE UM DIE HOCH- UND FACHSCHULBILDUNG“ eingeprägt.
Ein Exemplar dieser Plakette befindet sich im Bundesarchiv (BArch) in Berlin unter der Signatur – DR 3, 2. Schicht 4191.

## Träger der Auszeichnung (Auswahl)
- Karl-Franz Busch (Nummer 15), verliehen von  Minister Hans-Joachim Böhme am 1. September 1983. Veröffentlichung der Bekanntgabe und Verleihung am 2. September 1983 in der Zeitung Neues Deutschland.
- Helmut Kraatz (Nummer 47)
- Günther Rienäcker[3]
- Wilhelm von Wölfel, verliehen von  Minister Hans-Joachim Böhme am 31. August 1978.